# Криворожская ТЭС
Криворожская тепловая электрическая станция (укр. Криворізька теплова електрична станція) — тепловая электростанция (ТЭС) с общей установленной мощностью 2 820 МВт. 
Криворожская ТЭС крупнейшая электростанция в Днепропетровской области и третья по мощности ТЭС в Украине. Станция обеспечивает электроэнергией регион Приднепровья, и расположена в 20 километрах к западу от районного центра Апостолово и в двух километрах от городка энергетиков — города Зеленодольск, где и живёт большинство работников ТЭС.

## Технические характеристики
Проектная мощность станции составляла 2400 МВт. Энергетическое оборудование состоит из 10 дубль-блоков по 282 МВт, с котлами П-50 (4 блока) и ТАП-210А (6 блоков), с турбинами К-300-240-2 (блоки № 1, 2, 3, 4, 5, 9, 10) и К-300-240 (блоки № 6, 7, 8). Проектное топливо — уголь марки Т (тощий), резервное — мазут, газ.
С введением энергоблока № 8 Криворожская ТЭС достигла проектной мощности 2400 МВт и стала первой блочной тепловой электростанцией на твердом топливе, построенной по типовому проекту с энергоблоками 300 МВт. Именно Криворожская ТЭС стала полигоном для испытания и внедрения типовых схем освоения и эксплуатации оборудования, ведения режимов эксплуатации.
Электрическая энергия подается с напряжением 150 и 330 кВ с открытых распределительных устройств.

## История
Основана в 1961 году как Криворожская ГРЭС-2. Построена в 1965—1973 годах. Строительство осуществлялось в три очереди: первая — блоки № 1 — № 4, вторая — блоки № 5 — № 8, третья — блоки № 9 — № 10.

### Пуски энергоблоков
- 1 июля 1965 года — первый энергоблок мощностью 300 000 кВт;
- 27 июня 1966 года — второй энергоблок;
- 31 декабря 1966 года — третий энергоблок;
- 17 мая 1968 года — четвёртый энергоблок;
- 31 декабря 1968 года — пятый энергоблок;
- 30 сентября 1969 года — шестой энергоблок;
- 30 июня 1970 года — седьмой энергоблок;
- 30 декабря 1970 года — восьмой энергоблок;
- 31 декабря 1972 года — девятый энергоблок;
- 22 декабря 1973 года — десятый энергоблок.

С окончанием строительства Криворожская ГРЭС стала самой мощной в странах Европы станцией, которая работала на твёрдом топливе. 28 января 1975 электростанция выработала первые 100 млрд кВт⋅ч.
Приказом Минэнерго СССР № 35 от 23 февраля 1981 года Криворожская ГРЭС-2 переименована в Криворожскую ГРЭС. Криворожскую ГРЭС также присвоено именное наименование «имени 60-летия Великой Октябрьской социалистической Революции».
С 1987 года по 1992 год проведена модернизация и техническое переоснащение первых пяти энергоблоков с продлением срока эксплуатации на 15 — 20 лет и снижением выбросов загрязняющих веществ.
За четыре десятилетия вклад коллектива в энергетическую мощь государства составил 519 млрд кВт⋅ч выработанной электроэнергии.
Сейчас Криворожская ГРЭС переименована в Криворожскую ТЭС и является обособленным подразделением «Криворожская тепловая электрическая станция» ПАО «ДТЭК Днепроэнерго».

## Награды
- орден Трудового Красного Знамени (1976 год).

Коллектив станции дважды награждён Почётной грамотой Минэнерго СССР и трижды — Минэнерго УССР.

## Экология
По состоянию на 22 февраля 2011 года Криворожская ТЭС входила в десятку объектов, которые являются наибольшими загрязнителями окружающей природной среды Украины.